# Pú Nhung
Pú Nhung là một xã thuộc tỉnh Điện Biên, Việt Nam.

## Địa lý
Xã Pú Nhung có diện tích 64,81 km², dân số năm 2022 là 3.745 người, mật độ dân số đạt 57 người/km².

## Hành chính
Xã Pú Nhung được chia thành.... bản: 

## Lịch sử
Ngày 6 tháng 12 năm 2019, HĐND tỉnh Điện Biên ban hành Nghị quyết số 148/NQ-HĐND về việc:
- Sáp nhập bản Đề Chia C vào bản Đề Chia B.
- Thành lập bản Phiêng Pi trên cơ sở bản Phiêng Pi A và bản Phiêng Pi B.